# Złotko
Złotko – jezioro w Polsce, położone w województwie warmińsko-mazurskim w powiecie szczycieńskim, w gminie Jedwabno. Powierzchnia jego nie przekracza 3 ha. Jest to jezioro hydrologicznie zamknięte. Ze względu na rybołówstwo zaklasyfikowano je jako typ jeziora linowo-szczupakowego.

## Opis
Jedno z mniej ważnych, choć nazwanych i figurujących na mapach jezior. Słabo dostępne, otoczone głównie lasem. Najbliższa miejscowość to Narty i Warchały. Jezioro rzadko wykorzystywane przez turystów i miejscową ludność, gdyż w sąsiedztwie znajduje się kilka dużych jezior, m.in. Świętajno (Narty) i Warchały.
Dojazd ze Szczytna drogą krajową nr DK58 w stronę Nidzicy, następnie w miejscowości Warchały w lewo jedną z dróg gruntowych. 